# Alfredo Anderson
Alfredo Anderson (ur. 31 października 1978) – panamski piłkarz występujący na pozycji napastnika.

## Kariera piłkarska
Od 1998 do 2007 roku występował w Plaza Amador, Charleston Battery, Árabe Unido i Omiya Ardija.